# Cratere Wang Zhenyi
Wang Zhenyi è un cratere sulla superficie di Venere.
Il cratere è dedicato all'omonima astronoma cinese.